# دكران
قرية دكران هي إحدى القرى التابعة لمركز أبو تيج في محافظة أسيوط في جمهورية مصر العربية. حسب إحصاءات سنة 2006، بلغ إجمالي السكان في دكران 16368 نسمة، منهم 8596 رجل و7772 امرأة.